# 亨氏柱獸科
亨氏柱獸科（學名Henricosborniidae）是已滅絕的一科南方有蹄目。牠們生存於古新世至中新世早期的南美洲。